# 歐輝
歐輝（15世紀—15世紀），字貞明，福建漳州府長泰縣人，明朝政治人物。

## 生平
歐輝是正統九年（1444年）的舉人，十三年（1448年）成進士，景泰元年（1450年）獲授戶部主事，調刑部，六年（1455年）外任廣東按察司僉事，為政請廉、鋤強扶弱，當時有強盜數千人依山剽掠十多年，他到任後立刻下令追捕，說：「我勸他最好投降。」賊人首領五六贈送金錢給他，他假裝接受，隨即進兵剿滅，並將金錢上報，皇帝決定賞賜給他，他堅持不接受，不久陞任湖廣副使，未任而卒。

## 引用
1. 1 2  民國《長泰縣新志·卷二十·列傳》：歐輝，字貞明，性剛方，甘貧嗜學，登正統十三年進士，授戶部主事，累遷廣東僉事，廉介不阿，扶弱芟強，時強盜數千依山剽掠十餘年，公至下令捕之，謂曰：「吾屬其授首矣。」渠魁五六人遺以金，歐佯受之即進兵勦捕盡平之，仍以金疏聞，上命賞之固辭不受，陞湖廣副使未仕卒。
2. ↑  民國《長泰縣新志·卷十六·選舉》：進士……明……正統十三年戊辰科彭時榜 歐輝 公化里人，仕至湖廣副使，有傳……舉人……明……正統九年甲子黃譽榜 歐輝 見進士
3. ↑  《明英宗睿皇帝實錄·卷一百九十一·廢帝郕戾王附錄第九》：（景泰元年四月）己丑擢進士李璉、翟泰安、歐輝、張瓚、楊恕為主事。
4. ↑  《明英宗睿皇帝實錄·卷二百五十二·廢帝郕戾王附錄七十》：（景泰六年四月乙酉）陞監察御史劉文、璩安俱為湖廣按察司僉事，南京監察御史謝瓛、刑部主事歐輝俱為廣東按察司僉事，南京光祿寺署正褚文斌為本寺寺丞，由吏部推舉也。